# Durupınar

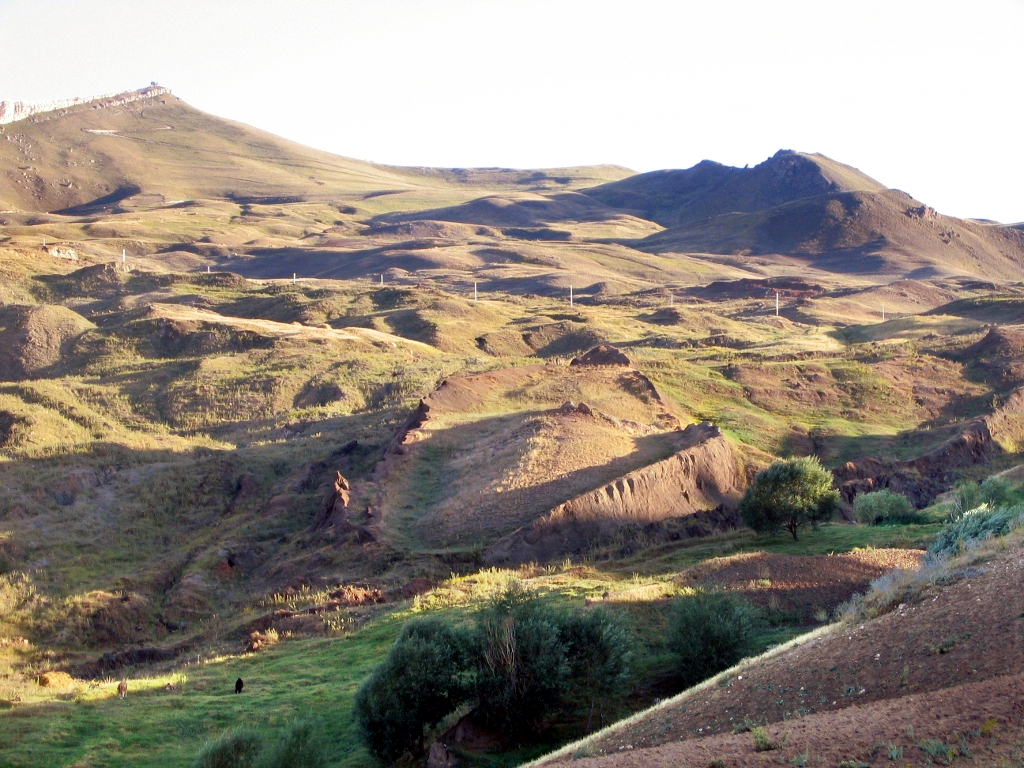
Durupınar, fotografie z roku 2007

Durupınar je vyvýšenina ve východním Turecku ve tvaru lodního trupu, pojmenovaná po tureckém kapitánovi letectva İlhanu Durupınarovi, který poprvé identifikoval tento útvar na leteckém snímku v územním mapovacím projektu pro NATO v roce 1959.
Podrobně byla zkoumána hypotéza, že by se mohlo jednat o pozůstatek Noemovy archy. Později byla za pozůstatek Noemovy archy považována tzv. Anomálie Araratu. V obou případech původ archy potvrzen nebyl.
Durupınar stotožňovaný s Noemovou archou leží v provincii Ağrı ve východním Turecku, asi 3 km severně od íránských hranic, 16 km jihovýchodně od města Doğubeyazıt a 29 km jižně od vrcholu hory Ararat.

## Historie
V říjnu 1976 napsali geolog Clifford L. Burdick a archeolog William H. Shea o tomto nálezu článek do časopisu Společnosti pro výzkum stvoření (Creation Research Society). Mnozí však spojují toto naleziště s osobou již zesnulého Rona Wyatta, který spolu s Davidem Fasoldem zpopularizoval toto naleziště na konci 80. a na začátku 90. let, tedy po 27 letech vědeckého nezájmu a zapomnění.
O nález se zajímal americký tisk a první dokumentární film o nalezené Noemově arše natočila v roce 1986 britská televize BBC. Ron Wyatt se v tomto dokumentu neobjevil. Za peníze utržené od BBC začal Bill Fry v městě Haines na Floridě s přípravou muzea, které dnes svým návštěvníkům dokumentuje celý příběh odkrytí Archy. V roce 1999 Ron Wyatt zemřel. Bill Fry se skupinou dalších nadšenců se však neustále pokoušel o to, aby Wyattovým domnělým objevem archy infiltroval povědomí co nejširšího okruhu lidí na celém světě.
Blízko naleziště Durupinar leží oblast starého osídlení Nasar. Rex Geissler, vedoucí expedice, zabývající se radarovým snímáním podzemních či jinak nepřístupných míst na araratském ledovci, naměřil při průzkumu tohoto útvaru v roce 2000 a 2001 následující GPS souřadnice:
- nejnižší bod formace: 39°26′28″ s. š., 44°14′07″ v. d. s nadmořskou výškou 1874 metrů,
- vrchol formace: 39°26′23″ s. š., 44°14′03″ v. d. s nadmořskou výškou 1911 metrů.

## Souhrn hlavních argumentů proti ztotožnění Durupınaru s Noemovou archou
Níže je doplnění o podrobný výzkum citovaný z odborného teologického časopisu Koinonia vydávaného Teologickým seminářem Církve adventistů sedmého dne v Sázavě. Článek je výtahem z absolventské práce Matěje Loudy, B.A., bývalého studenta výše uvedené školy.
Obhájci názoru ztotožňující Durupinar s Archou tvrdí, že útvar má rozměry shodné s očekávanými rozměry Archy. Avšak, jak se ukázalo, toto tvrzení není pravdivé, neboť „Durupinar je o 50 % širší než aby mohlo jít o skutečnou Noemovu archu, a to i za předpokladu, že se Archa rozpadla a široce rozevřela, jak tvrdí Wyatt.“
Umístění útvaru Durupinar také nekoresponduje s biblickým popisem místa spočinutí Archy jako jednom z nejvyšších vrcholů tohoto regionu, a to proto, že „hora Agri Dagh (Velký Ararat) by musela být dle chronologie biblické zprávy (Gn 8:4–6) v době přistání Archy stále ještě pokryta vodou.“
Wyatt prohlásil, že uvnitř a v okolí Archy nalezl velké množství zkamenělého dřeva. „Přezkoumáním vzorků, které byly odebrány z míst, o nichž Wyatt tvrdil, že jsou to dřevěná žebra, prkna, palubní trámy apod., i z okolních ‚balvanů z vrstveného dřeva‘, bylo však zjištěno, že jde o andesitové a čedičové nerosty“. Wyattova charakteristika "malého rozdílu v množství uhlíku uvnitř a vně Archy" zároveň dokazuje jeho nedostatečnou geologickou praxi, protože „obě uváděná čísla se pohybují v běžném rozmezí údajů relevantních pro složení půdy.“
Kromě toho také Wyattův pokus přepsat veškeré geologické poznání proto, aby mohl vysvětlit, proč jeho dřevo neobsahuje letokruhy, je již rysem manipulativního způsobu práce s fakty. Je totiž známo, že „vědci katalogizovali přes 200 druhů zkamenělých stromů a tyto všechny obsahují letokruhy.“. A tak chybějící organický uhlík i absence letokruhů také značně podporují hypotézu, že struktura tvaru lodi pod Velkým Araratem není Noemovou archou.
Wyattova interpretace původu "tažných kamenů" je dalším kontroverzním tématem, protože „v okolí Araratu i po celé Arménii lze na podobné kameny narazit na mnoha místech“, přičemž dle slov Dr. Morrise „nejsou tyto kameny nijak odlišné od velkého množství náhrobků běžných v této oblasti.“ Wyatt ovšem tvrdí, že tyto kameny sloužily jako "kamenné kotvy", jimiž Noe při přistání kormidloval Archu. Biblický pohled se ale neshoduje s Wyattovou konstrukcí o umístění těchto "tažných kamenů" do jejich současné polohy, protože „Bible popisuje Noemovu roli při řízení plavidla jako pasivní.“ Wyatt také uvádí, že viděl třináct takových kamenů, přičemž osm z nich neslo „nápisy, které se svým významem bezprostředně týkaly Noeho“. Dr. Terian, světový odborník na oblast arménské kultury, však uvádí, že tyto „kameny nejsou ničím jiným než pohanskými ‚kultovními stélami‘ (pomníky), jež byly později v křesťanském období pokresleny biblickými symboly.“
Wyatt dále tvrdí, že tři různé druhy detektorů kovů odhalily souvislý vzorek zkorodovaného železa vyskytujícího se v jasně pravidelných intervalech. „Mikroskopické přezkoumání tohoto domnělého ‚železného kování‘ však ukázalo, že nalezený materiál pochází ze zvětralých sopečných nerostů.“ Také to, co bylo Wyattem označeno za kovem vyztužené stěny, „jsou přírodní shluky limonitu a magnetitu, které by mohly být neodborníky zaměněny za železo.“ Navíc „ojediněle se vyskytující magnetitové valouny uvnitř "Archy" netvoří přímku, jak se to pokouší interpretovat Wyatt, nýbrž až natažením spojovacích provázků lze vytvořit dojem rovných linek.“ Ron Wyatt dále tvrdí, že radarové snímání potvrdilo výskyt předmětů lidského původu uvnitř Archy, jako jsou dutiny, dveře, rampy a dvě válcové nádrže s kovovými obručemi po obvodu. Problémem však je, že „Wyatt při průzkumu použil cosi, co sám nazývá ‚molekulárním frekvenčním generátorem‘. Čtenář by měl ovšem vědět, že ‚molekulární frekvenční generátor‘ je v podstatě zvětšená virgule, nástroj používaný k alternativnímu vyhledávání vody.“ „Výsledky s použitím této metody fungující na bázi dvou manuálně ovládaných mosazných tyčí patří do rámce zájmu ‚starověkého umění věštby‘ (Písmem svatým důrazně zapovězeného) každopádně však mohou být jen stěží považovány za vědecky věrohodné.“ A přesto je právě toto měření hlavním argumentem, který podkládá tvrzení o nálezu železného kování uvnitř domnělé Archy. Naopak snímání kovovými detektory provedené několika nezávislými skupinami odborníků, nerozpoznalo žádný pravidelný vzorek.
Wyatt a jeho následovníci tvrdí, že neexistuje žádné jiné přijatelné vysvětlení pro vznik formace Durupinar, než že jde o Noemovu archu. Přesto ze závěrů citovaných odborníků jasně vyplývá, že „ačkoli je Durupinar svým složením poměrně unikátní formací, jedná se o geologicky zcela přirozeně vysvětlitelný fenomén.“ „Druh přítomné horniny je sice méně obvyklý, přesto nebylo v průběhu pátrání nalezeno nic, co by poukazovalo na lidský prvek při vzniku útvaru.“ Tento závěr podporují také Dr. Collins a turecký geolog Murat Avci, kteří oba uvedli přijatelné geologické vysvětlení vzniku této formace. Co se týče proudnicového tvaru Durupinaru, Dr. Morris jeho vznik připisuje „dynamice dlouho tekoucího materiálu (lávy) kolem nehybného předmětu.“. Navíc Dr. Collins a nezávisle i Dr. Baumgardner při svém výzkumu zjistili, že „skladba horninového materiálu tvořící domnělou Archu je shodná se skladbou i jiných útvarů v okolním svahu.“
Wyatt a jeho zastánci často hovoří o uznání nálezu tureckou vládou vyjádřeném v roce 1980. Faktem je, že si „naleziště skutečně zpočátku získalo určitou podporu ze strany tureckých úřadů.“ Avšak v roce 2005 na symposiu s názvem Ararat a Noemova archa pořádaném Istanbulskou universitou „profesor Octay Belli a guvernér provincie Agri Gerrit Saltem jednoznačně odmítli tvrzení, že by turecká vláda nadále uznávala věrohodnost této původní hypotézy.“ Odborné stanovisko turecké vlády v závěru shrnul významný turecký geolog Murat Avci, který ve své prezentaci poukázal na vědecká fakta, z nichž jednoznačně vyplývá, že „útvar pod horou Agri Dagh je čistě přírodním úkazem a nikoli výtvorem lidských rukou.“
A tak ačkoli Wyatt a jeho následovníci tvrdí, že podobnost formace ke tvaru lodi může být vysvětlena pouze tak, že jde o pravou Noemovu archu, badatelé jako např. Prof. Shea, Dr. Morris, Prof. Collins, Dr. Merling, Dr. Baumgardner, Dr. Fenner či turecký geolog Murat Avci navrhují jiné přijatelné vysvětlení. Závěr všech týmů, které toto naleziště navštívily, proto zní, že „sice jde o víceméně neobvyklý geologický úkaz, avšak nikoli o Archu samotnou.“